# Belohinidae
A Belohinidae a rovarok (Insecta) osztályában a bogarak (Coleoptera) rendjébe, azon belül a mindenevő bogarak (Polyphaga) alrendjébe tartozó család.

## Rendszertani felosztásuk
Belohina (Paulian, 1959)
Belohina inexpectata (Paulian, 1959)

## Fordítás
- Ez a szócikk részben vagy egészben  a   Belohinidae című angol Wikipédia-szócikk fordításán alapul.  Az eredeti cikk szerkesztőit annak laptörténete sorolja fel. Ez a jelzés csupán a megfogalmazás eredetét és a szerzői jogokat jelzi, nem szolgál a cikkben szereplő információk forrásmegjelöléseként.